# Bandeira do Império do Brasil
A Bandeira do Império do Brasil foi a primeira bandeira oficial do Brasil independente de Portugal, sendo adotada como símbolo nacional de 18 de setembro de 1822, dia em que Dom Pedro I escreveu o decreto que a oficializou, até 15 de novembro de 1889, data da Proclamação da República. A bandeira consiste em um paralelogramo verde sobreposto por um losango dourado, ficando no centro deste o escudo de armas do Império do Brasil.
A bandeira, junto com o brasão de armas do Império do Brasil, foi adotada 11 dias depois da proclamação da independência às margens do Rio Ipiranga. A pedido de Dom Pedro, José Bonifácio referendou o decreto da criação da bandeira, fato esse que originou o mito popular de que a bandeira teria sido criada por ele.

## Protótipo de Jean-Baptiste Debret

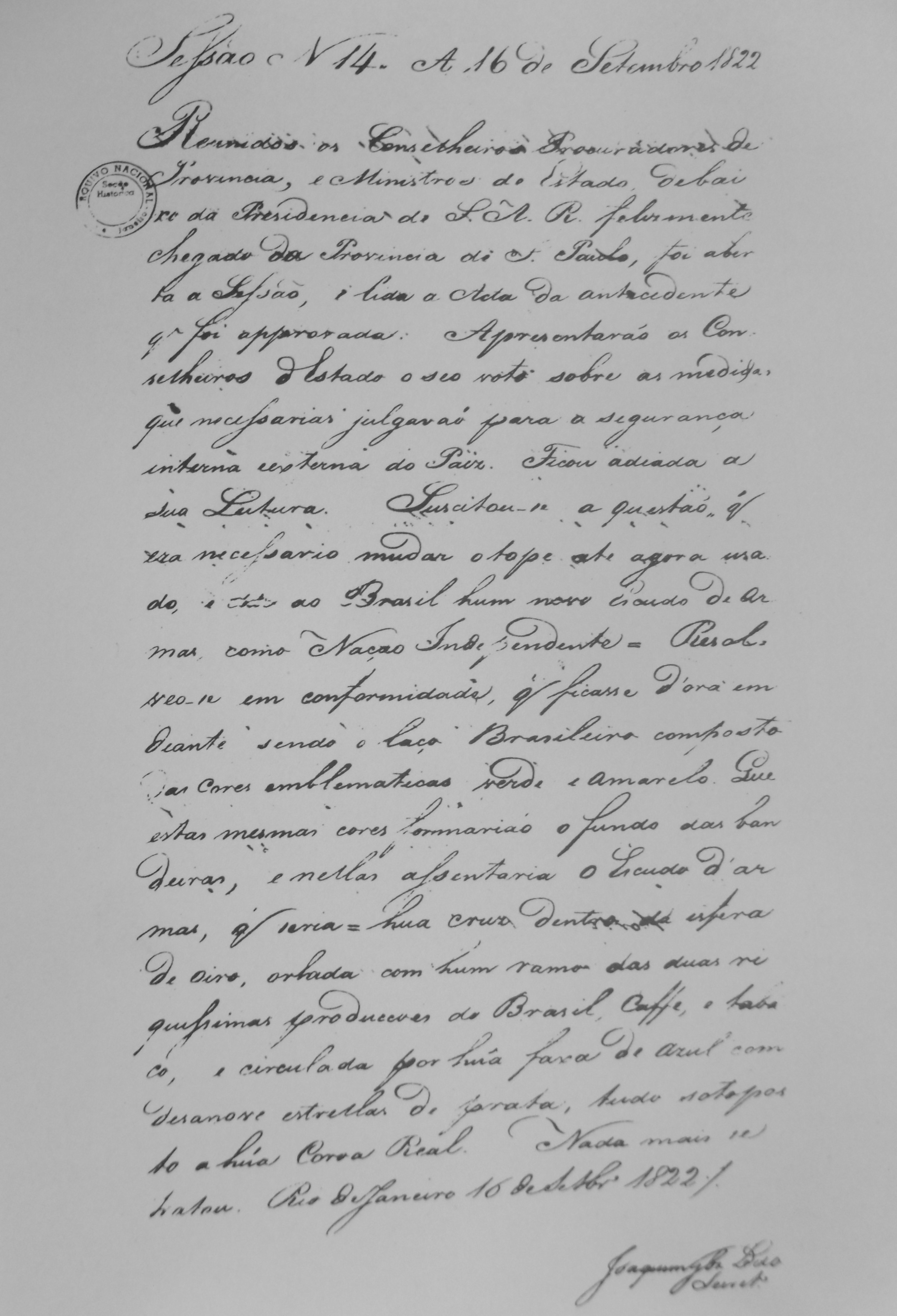
Ata do Conselho de Estado, de 16 de setembro de 1822, que discutiu e aprovou a bandeira e o brasão nacional.

Tendo a nobreza e a família real portuguesa se mudado para o Brasil devido à invasão de Napoleão Bonaparte e a capital do Império Português sendo transferida de Lisboa para o Rio de Janeiro, o Príncipe Regente Dom João VI viu como necessário ampliar o status do Brasil, que até então era uma colônia portuguesa. Consequentemente, em 1815, o Brasil foi elevado a Reino Unido, junto de Portugal e do Algarve, e o antigo título de "príncipe do Brasil" para o príncipe regente foi transformado em "Príncipe Real do Reino Unido de Portugal, Brasil e Algarves", sendo os únicos portadores deste título João VI, desde a data em que o título foi criado até a morte de sua mãe Dona Maria I de Portugal, e seu filho Pedro IV de Portugal, posteriormente Pedro I do Brasil.
Desse modo, em meados de 1820 o rei Dom João encomendou do artista Jean-Baptiste Debret um pavilhão, possivelmente para ser usado pelo príncipe do Reino Unido, que depois seria modificado por Dom Pedro para criar a bandeira do Império brasileiro. Sua bandeira compreendia um losango amarelo em fundo verde, tendo uma esfera armilar com a cruz da Ordem de Cristo sob dois ramos de tabaco e café, rodeados de dezenove estrelas, com a maior delas abaixo da coroa real.
Evidentemente, Debret se inspirou em bandeiras militares da Revolução Francesa e da Era Napoleônica para criar o estandarte, já que o elemento do losango teria se popularizado entre os franceses depois da queda da bastilha. Em geral as bandeiras revolucionárias francesas apresentavam um losango branco rodeado de triângulos azuis e vermelhos alternados com cruzes no meio, tendo no centro uma espada com um barrete frígio, dois ramos de oliveira e trigo, um báculo, uma pá e a inscrição "Vis unita major nunc et semper".

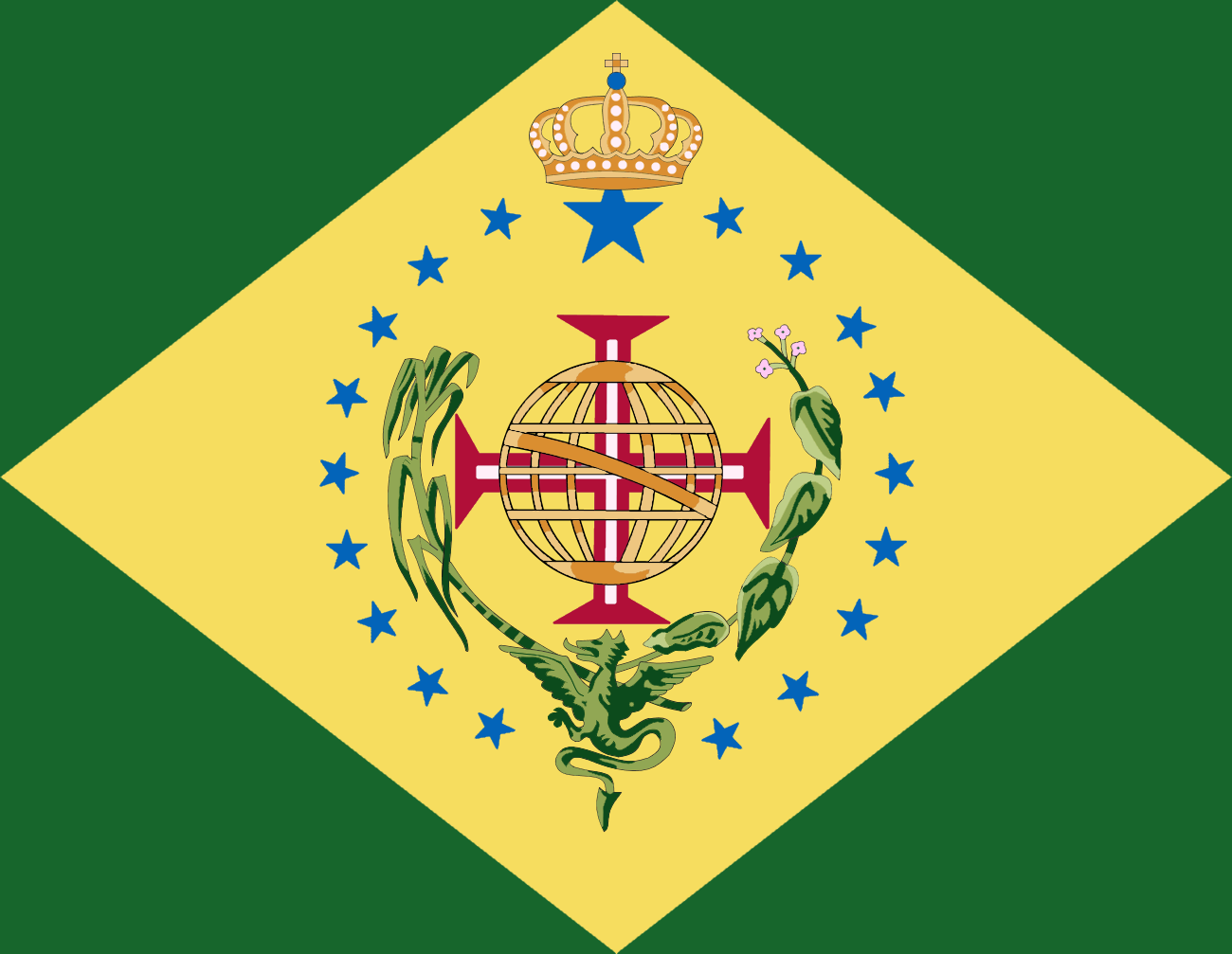
Bandeira feita por Debret
Bandeira do Primeiro Regimento da Guarda Imperial Napoleônica
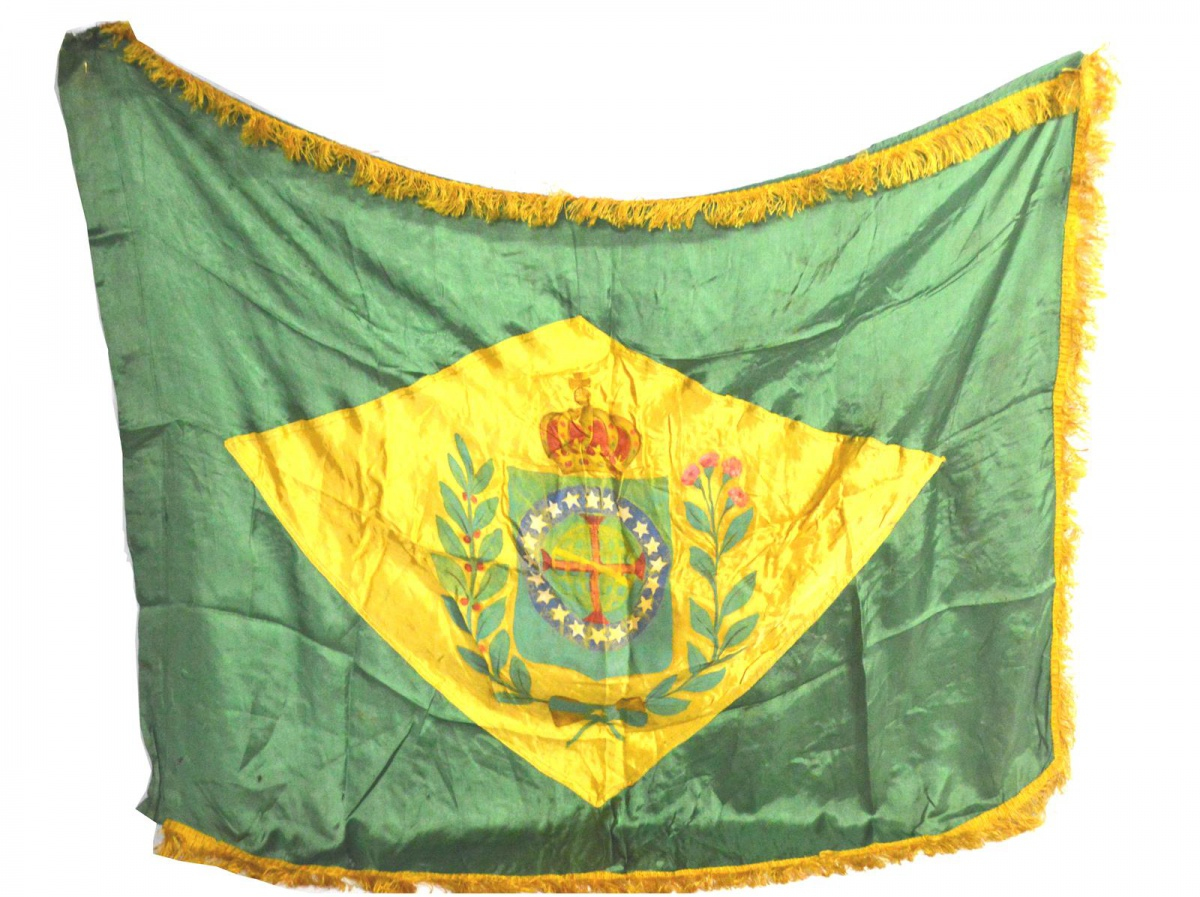
Decreto de mudança da coroa real para coroa imperial em 1 de dezembro de 1822, (Arquivo Público da Bahia).
- Formato antes da mudança da coroa real para coroa imperial.

## As cores nacionais

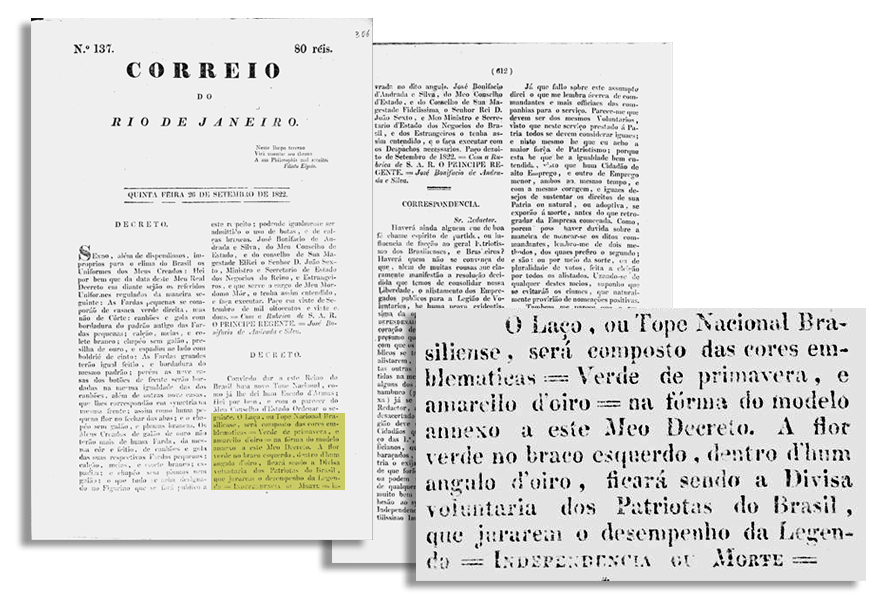
Edição do Correio do Rio de Janeiro com os decretos de criação da bandeira, brasão e do laço nacional, 1822. No decreto do laço nacional as cores verde e amarela representam a riqueza e a primavera eterna do Brasil.

Após a proclamação da independência D. Pedro estabeleceu o verde e o amarelo dourado como as cores nacionais do Império, as cores que estão presentes na bandeira e no laço imperial, que junta os ramos de café e tabaco no brasão de armas imperial. São as cores que representam as casas imperiais brasileiras, assim como o verde representa a cor dos serpes nas armas da Dinastia de Bragança, e o amarelo representa a cor dourada nas armas da Casa de Habsburgo-Lorena. No entanto, embora o verde represente os dragões no brasão dos Bragança, esta cor não representa a casa real portuguesa, ao contrário do azul, branco e vermelho, essas sim as cores de Bragança presentes no escudo de armas da família. Segundo Joaquim Norberto, D. Pedro também considerava as cores verde e amarela como representantes da riqueza e da primavera eterna do Brasil .